# Pogroms de Thrace
Les pogroms de Thrace de 1934 (en turc : Trakya Olayları) regroupent toute une série d'évènements violents qui se sont déroulés en juin et juillet 1934, où des Turcs se sont affrontés à la minorité juive de Thrace en Turquie.

## Historique

### Origine des émeutes
Les pogroms se sont déroulés principalement dans les villes de Tekirdağ, Edirne, Kırklareli et Çanakkale, et étaient motivés par l'antisémitisme de la population. Certains historiens affirment que les actes ont été initiés par des articles écrits par le dirigeant pan-turc Cevat Rıfat Atilhan dans la revue Millî inkılâp (Révolution nationale) et par Nihâl Atsız, dans la revue Orhun. Atsız est bien connu pour être un sympathisant de la doctrine raciste nazie. Dans ses écrits antisémites, il affirme que les Juifs ne s'intègrent pas à la culture turque et qu'ils monopolisent certains services.
Face à ce genre d'écrits antisémites, une délégation juive va présenter, le 23 mai 1934, une pétition au Premier ministre İsmet İnönü demandant de l'aide. Deux jours plus tard, la pétition est transférée du service du Premier ministre au ministère de l'Intérieur, puis à la direction générale de la sécurité et au ministère de la Justice. Les documents vont se retrouver bloqués par la bureaucratie.
Le 14 juin, le parlement turc adopte la loi 2510 qui impose de ne parler que le turc. Cette loi vise entre autres les Juifs, dont beaucoup sont d'origine espagnole, ayant fui l'Inquisition cinq siècles plus tôt, et qui ont gardé comme langue pour parler entre eux le judéo-espagnol, mélange de vieux castillan et d'hébreu. L'article 9 de la loi, vise aussi à expulser toutes les minorités non-turques des zones frontalières comme la Thrace. Des lettres de menace de mort sont envoyées à des membres éminents de la communauté juive, et des tracts invitent le peuple à boycotter les magasins juifs. Par cette loi et ces menaces, İsmet İnönü et le gouvernement veulent chasser tous les Juifs de Thrace
Il est certain que toute cette propagande excite la population musulmane de Thrace contre les Juifs, les conduisant au boycott des entreprises juives, mais les véritables auteurs des violences sont les membres de la branche locale du parti républicain du peuple (Cumhuriyet Halk Partisi) d'Atatürk,.

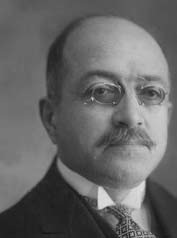
Ibrahim Tali Öngören, inspecteur général de Thrace

Selon Bayraktar, l'inspecteur général de Thrace, Ibrahim Tali Öngören, connu comme un Ittihadiste pendant la Première Guerre mondiale, a joué un rôle pivot dans l'orchestration du pogrom de 1934. Tali fait un tour complet des villes et villages de Thrace entre le 6 mai et le 7 juin 1934, et rédige le 16 juin 1934, un rapport de 90 pages reprenant la plupart des stéréotypes antisémites :
« Tali explique que les Juifs de Thrace dominent l'économie de la province, soit directement soit indirectement en extorquant des fonds aux propriétaires locaux par des prêts, des crédits ou des partenariats. Dans la section titrée Le problème juif en Thrace, Tali se plaint des pertes économiques énormes causées par les officiels corrompus agissant au profit des Juifs.
Les descriptions de Tali sont surement exagérées et conformes aux stéréotypes antisémites. Il n'hésite pas à attribuer des comportements et des caractéristiques négatives aux Juifs, comme la trahison, cacher ses intentions réelles, adorer l'or, être importuniste, être affamé de pouvoir et par-dessus tout, ne pas être loyal à la Turquie. »
Dans son rapport Tali écrit textuellement :
« En Thrace, il est absolument nécessaire et d'une importance cruciale pour la vie turque, l'économie turque, la sécurité turque, le régime turc et la révolution de supprimer la communauté juive, qui comporte un danger caché pour nous et qui veut préparer l'arrivée du communisme dans notre pays de la façon la plus radicale, en collaboration avec les organisations ouvrières. »

### Les émeutes
Le 21 juin 1934, les premières manifestations commencent à Çanakkale. En plus du boycott économique, les Juifs maintenant sont sujets à des attaques physiques. Les hommes sont roués de coups et plusieurs femmes violées, les magasins et les habitations sont pillées et saccagées. Des événements identiques se produisent le même jour dans toute la Thrace orientale, à Kırklareli, Edirne, Tekirdağ, Uzunköprü, Silivri, Babaeski, Lüleburgaz, Çorlu et Lapseki, ainsi que dans quelques petites villes de l’ouest de la région égéenne. Cette simultanéité implique que ces manifestations non pas été spontanées ni d'origine populaire, mais bien préparées au niveau régional. Comme par hasard, aussi, le gouverneur de Kırklareli et celui de Çanakkale ont quitté leur ville et se trouvent en vacances. Il semble aussi que des instructions strictes aient été données de ne pas provoquer de morts, ce qui aurait pu avoir de graves conséquences internationales.
À l’apogée de la violence, un rabbin aurait été promené nu dans la rue, tandis que sa fille se faisait violer. Les troubles vont perdurer jusqu’au 4 juillet. En tentant de protéger les Juifs, un caporal de gendarmerie est tué par les émeutiers.
Après un délai de plusieurs jours, le gouvernement turc réagit finalement, donne des ordres aux autorités locales afin de faire cesser les émeutes et envoie la troupe dans les régions troublées.

### Conséquences des émeutes
La population juive de Thrace orientale, avant ces évènements était estimée entre 13 000 et 15 000. D'après les estimations officielles, environ 3 000 réfugiés, soit environ un quart de la population juive du territoire, fuient la région, mais il semble que ce nombre ait été beaucoup plus élevé ; certains s'installent à Istanbul et d'autres vont partir pour la Palestine. Plusieurs autres incidents racistes à l’égard des Juifs s’étaient déjà produits auparavant en Turquie, et vont se reproduire par la suite, mais ceux de 1934 sont les premiers pogroms qui se produisent sous la république.
Des départs massifs de Juifs vont encore survenir pendant la Seconde Guerre mondiale, en raison de l'impôt sur les biens, le Varlık Vergisi, un impôt de guerre ne concernant que les non-musulmans, aussi bien Juifs que Chrétiens, et en 1947, lors de la création de l'état d'Israël.